# Me odio cuando miento
«Me odio cuando miento» es una canción interpretada por el grupo español Fangoria, incluida en su segundo álbum de estudio, Una temporada en el infierno (1999). Fue compuesta por Alaska, Nacho Canut y Luis Prosper; mientras que fue producida por los dos primeros y Carlos Jean. De género dream pop y ambiental, la letra describe el lamento por el fin de una relación debido al orgullo y la falta de comunicación. La compañía Subterfuge la publicó como el segundo y último sencillo del disco en 1999; posteriormente figuró en los álbumes recopilatorios Dilemas, amores y dramas (2003) y El paso trascendental del vodevil a la astracanada (2010). 

## Antecedentes y composición
«Me odio cuando miento» fue originalmente compuesta por Luis Prosper durante su etapa en la banda Heroica, junto a Clara Morán y Ger Espada. Posteriormente, la canción fue cedida a Fangoria, quienes la adaptaron y la incluyeron en su álbum de estudio Una temporada en el infierno.
Musicalmente, el tema inicia con una base de estilo trip hop, en la que destaca la voz de Alaska en primer plano. A medida que avanza la canción, especialmente al llegar al estribillo, se incorpora una base electrónica más marcada, característica del sonido de Fangoria en esa etapa. En la parte final del tema, una estrofa en forma de voz en off añade un tono confesional y melancólico con la siguiente frase:  «Me odio cuando miento, también cuando me mienten mentiras que pretenden borrar los sentimientos. Me odio cuando miento.»

## Vídeo musical
El videoclip de «Me odio cuando miento» fue dirigido por un admirador de Fangoria y no utiliza la versión original del álbum, sino una edición alternativa. En esta versión, la base electrónica comienza casi inmediatamente después de que Alaska empieza a cantar, a diferencia de la versión del álbum, en la que se incorpora recién en el estribillo. Además, la canción se presenta en una versión más corta, omitiendo la estrofa final con voz en off.
Visualmente, el video fue filmado con un estilo que imita el efecto de las películas antiguas. En él, Alaska y Nacho Canut llegan en un automóvil negro a un bosque, donde encuentran a una niña rubia de aproximadamente siete años, vestida de blanco (interpretada por la sobrina del realizador). La niña aparece jugando con diversos objetos simbólicos como un espejo, un vestido, un pañuelo rojo y unas flores. Al final del videoclip, Alaska y Nacho suben al coche junto con la niña y se alejan del lugar.

## Lista de canciones y formatos
A continuación se muestran los álbumes y formatos oficiales en los que "Me odio cuando miento" ha sido incluida.
- 1999, CD Una temporada en el infierno - (Subterfudge)
- 2003, CD Dilemas, amores y dramas (CD 1) - (Subterfudge)
- 2008, CD Una temporada en el infierno (CD 1) - (Subterfudge-Pias)
- 2010, CD Una temporada en el infierno - (Subterfudge/Sony)
- 2010, CD El paso trascendental del vodevil a la astracanada (CD 2, Vodevil) - (Warner Bros. Records)
- 2010, CD/DVD El paso trascendental del vodevil a la astracanada, Edición de Lujo 3 CD y DVD (CD 2, Vodevil; DVD, Videoclip) - (Warner Bros. Records)